# Interferie
Interferie S.A. – spółka branży turystycznej, notowana na Giełdzie Papierów Wartościowych w Warszawie.

## Właściciele spółki
Interferie powstały 10 czerwca 1992 r. z wyodrębnienia z majątku restrukturyzowanego Kombinatu Górniczo-Hutniczego Miedzi. Obecnie KGHM Polska Miedź S.A., za pośrednictwem Funduszu Hotele 01, czyli spółki celowej funduszu KGHM I FIZ, kontroluje 66.82% akcji Interferii. Powyżej 5% akcji skupia jeszcze tylko Marian Urbaniak (14,16%). Interferie wyceniane są na giełdzie na ponad 60 mln zł (czerwiec 2009).

## Strategia
Spółka początkowo miała świadczyć usługi noclegowe i żywieniowe na rzecz pozostałych spółek holdingu KGHM. W kolejnych latach jej strategia obliczona była na coraz szerszy wachlarz usług wypoczynkowych, rehabilitacyjnych i odnowy biologicznej. By realizować tę strategię, przedsiębiorstwo weszło w 2006 r. na warszawską giełdę. Firma kieruje swoją ofertę zarówno do klientów krajowych, jak i zagranicznych, ze szczególnym uwzględnieniem gości z Niemiec. Mogą oni połączyć wypoczynek z zabiegami pielęgnacyjnymi i zdrowotnymi, jakie oferują ośrodki Interferii w górach i nad Bałtykiem.

## Interferie obecnie

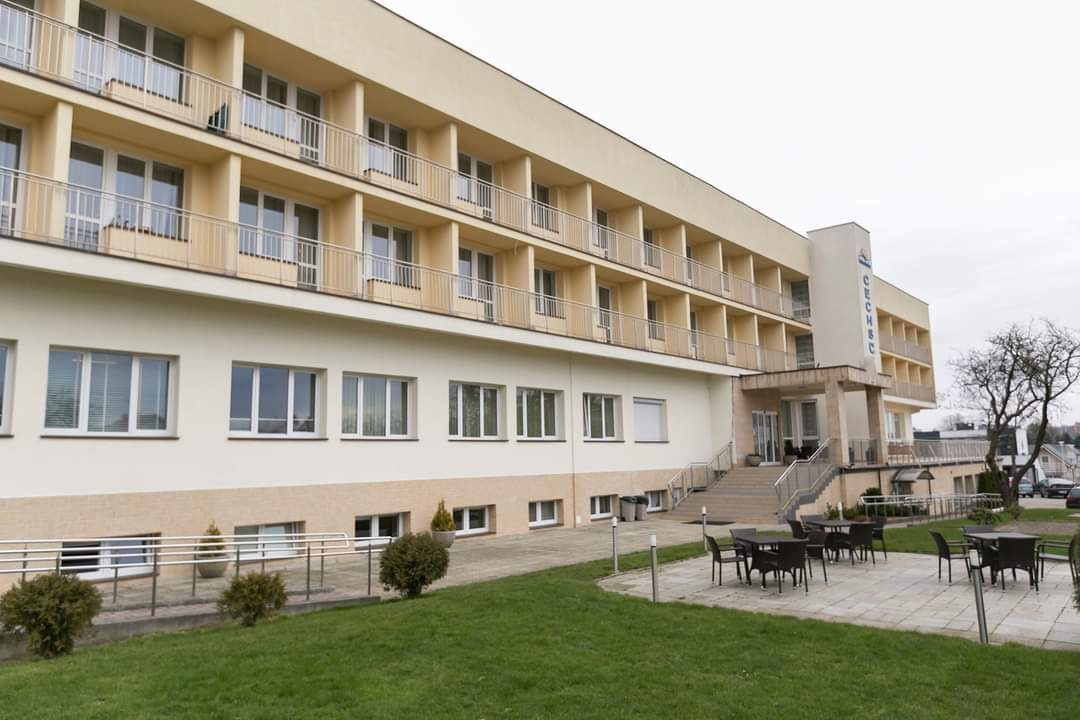
Hotel Interferie Cechsztyn w Ustroniu Morskim

Obecnie Interferie są największą spółką branży turystycznej w Dolnośląskiem oraz jedną z największych w kraju. Świadczą usługi hotelowe nad Bałtykiem oraz w Karkonoszach. Ponadto pośredniczą w organizowaniu wczasów, rehabilitacji i konferencji we własnych ośrodkach. W grudniu 2011 r. oficjalnie otwarto nowoczesny, czterogwiazdkowy hotel Interferie Medical SPA w Świnoujściu – obiekt na ponad 300 pokoi, z rozbudowaną bazą rehabilitacyjną i spa oraz salami bankietowo-konferencyjnymi, powstaje na miejscu dawnego ośrodka „OSW Barbarka II”. Inwestycja ma przyciągnąć niemieckich turystów.